# Љубимец
Љубимец (буг. Любимец) град је у Републици Бугарској, у јужном делу земље, седиште истоимене општине Љубимец у оквиру Хасковске области.

## Географија
Положај: Љубимец се налази у јужном делу Бугарске, близу државне границе са Грчком — 12 km јужно од града. Од престонице Софије град је удаљен 300 km југоисточно, а од обласног средишта, Хаскова град је удаљен 60 km источно.
Рељеф: Област Љубимеца се налази у области Горњотракијске равнице, коју ствара река Марица. Јужно од града почиње северна подгорина Родопа. Надморска висина града је око 55 m.
Клима: Клима у Љубимецу је измењено континентална клима са утицајем оближњег Егејског мора.
Воде: Поред града Љубимеца протиче река Марица средњим делом свог тока.

## Историја
Област Љубимеца је првобитно било насељено Трачанима, а после њих овом облашћу владају стари Рим и Византија. Јужни Словени ово подручје насељавају у 7. веку. Од 9. века до 1373. године област је била у саставу средњовековне Бугарске.
Крајем 14. века област Љубимеца је пала под власт Османлија, који владају облашћу 5 векова.
Године 1885. град је постао део савремене бугарске државе. Насеље постоје убрзо средиште окупљања за села у околини, са више јавних установа и трговиштем.

## Становништво
По проценама из 2010. године Љубимец је имао око 8.000 становника. Огромна већина градског становништва су етнички Бугари. Остатак су махом Роми. Последњих 20-ак година град губи становништво због удаљености од главних токова развоја у земљи.
Претежан вероисповест месног становништва је православље.